# غلين تومسون (طبال)
غلين تومسون (بالإنجليزية: Glenn Thompson)‏ هو طبال أسترالي، ولد في 6 ديسمبر 1964 في ألبوري في أستراليا.

## وصلات خارجية
- غلين تومسون على موقع ميوزك برينز (الإنجليزية)
- غلين تومسون على موقع ديسكوغز (الإنجليزية)